# 杨绍华 (少将)
杨绍华（1956年—），云南江川人，汉族，中华人民共和国政治人物、第十二届全国人民代表大会吉林地区代表。
吉林省武警總隊原司令員，武警少將，毕业于云南师范大学管理专业，加入中国共产党。2013年，被选为全国人大代表。